# Fürstenberg (Xanten)
Der 71,6 Meter über NN gelegene Fürstenberg ist ein Hügel südöstlich der Stadt Xanten, der auch dem ehemals dort befindlichen Kloster Fürstenberg, von dem bis heute nur die 1671/1672 errichtete „Kreuzkapelle“ erhalten blieb, seinen Namen gab. An der Stelle des alten Klosterhofs wurde 1843 das Haus Fürstenberg errichtet. Bereits 13/12 v. Chr. entstand am Südhang des Fürstenbergs das römische Legionslager Vetera. Ein Teil des Fürstenbergs, rund 47 Hektar, steht heute unter Naturschutz.
Der Fürstenberg ist Teil einer in der Saaleeiszeit entstandenen Stauchmoräne, die sich nach Westen über das Waldstück „Hees“ bis zur so genannten „Sonsbecker Schweiz“ südwestlich von Xanten fortsetzt, nach Osten bildet sie in Richtung Bislicher Insel einen markanten Steilhang. Die gesamte Stauchmoräne wird geprägt von Hohlwegen und Trockentälern. Der Fürstenberg ist vornehmlich mit Buchen, Eichen, Eschen und Edelkastanien bewachsen, während die westlich gelegenen Teile der Endmoräne in landwirtschaftliche Nutzflächen übergehen. Im südlichen Bereich finden sich vereinzelte Bachquellen. Für verschiedene seltene Tierarten bildet der Fürstenberg einen wichtigen Lebensraum, so finden sich dort neben Zwergfledermäusen insbesondere Grünspechte, Gartenrotschwänze, Nachtigallen, Sperber und Trauerschnäpper sowie Wasserfrösche.
Der auf dem Fürstenberg gelegene „Garten Krautwig“ zeigt auf 1,5 Hektar eines 130 Jahre alten Bauernhofs einen Innenhof mit Myrthen und Buchs, einen Kräuter- und einen Staudengarten. Esskastanien, ein Teich und viele, teils seltene Rosen runden den an der Straße der Gartenkunst zwischen Rhein und Maas liegenden Garten ab.

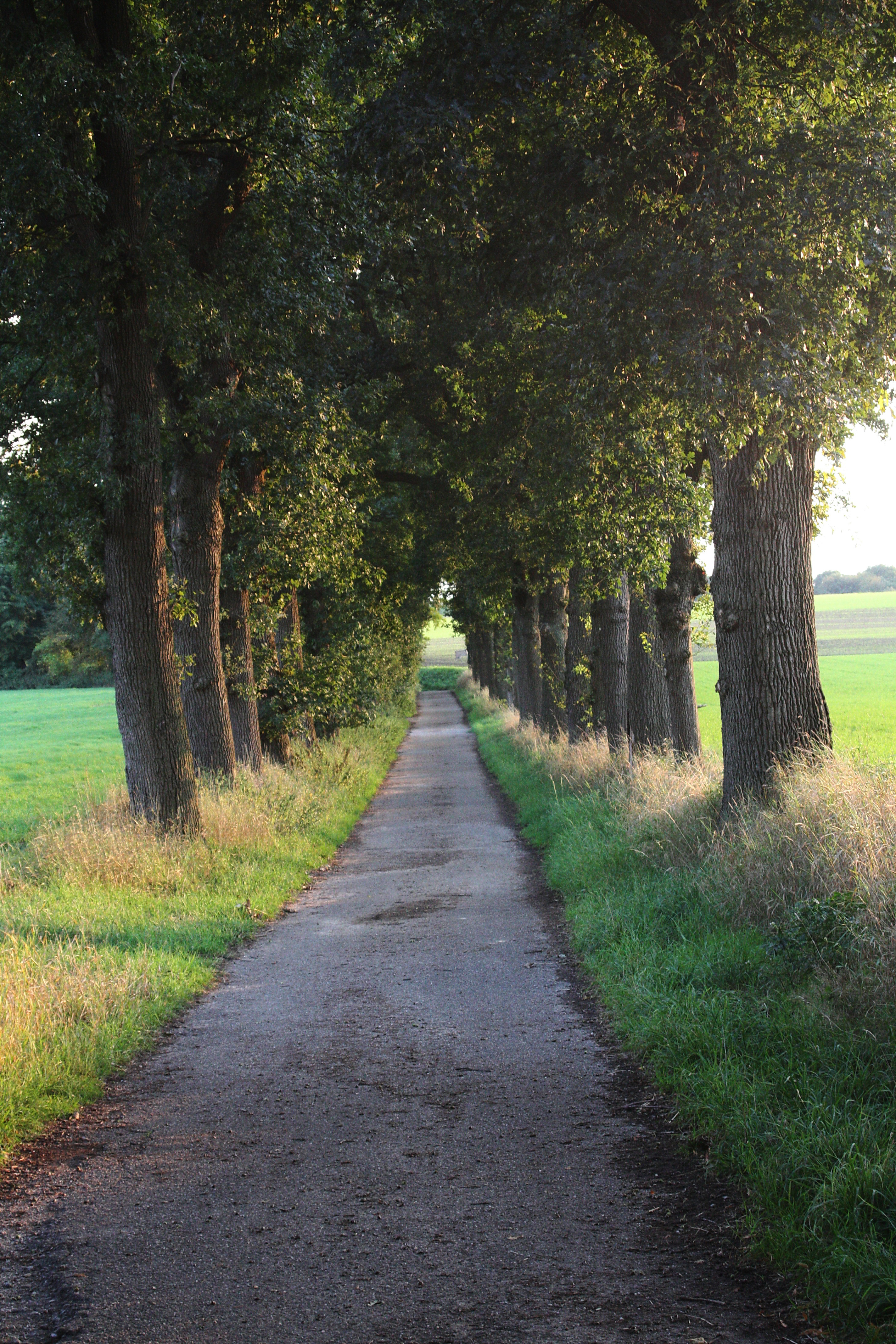
Allee im Sommer
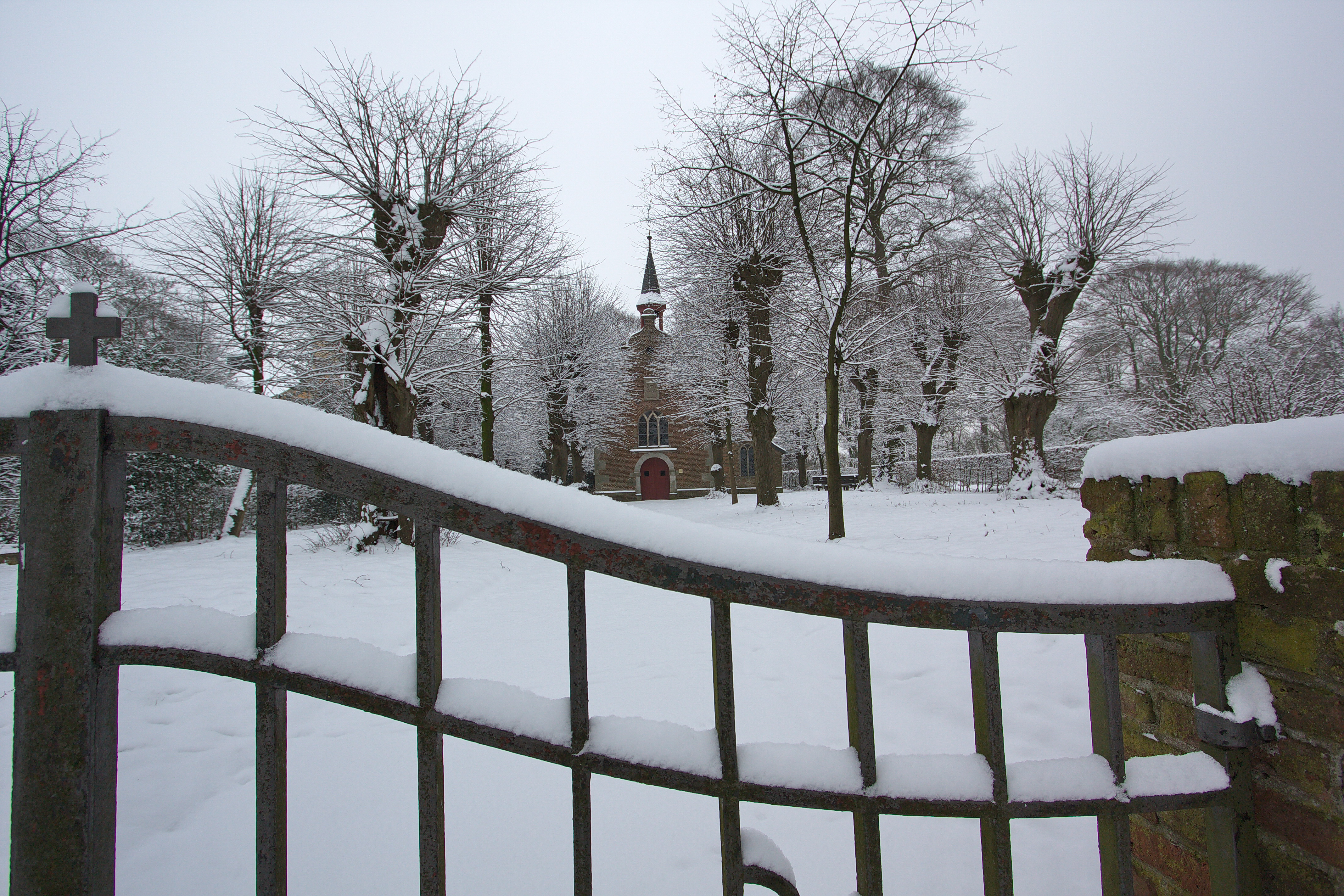
Kreuzkapelle
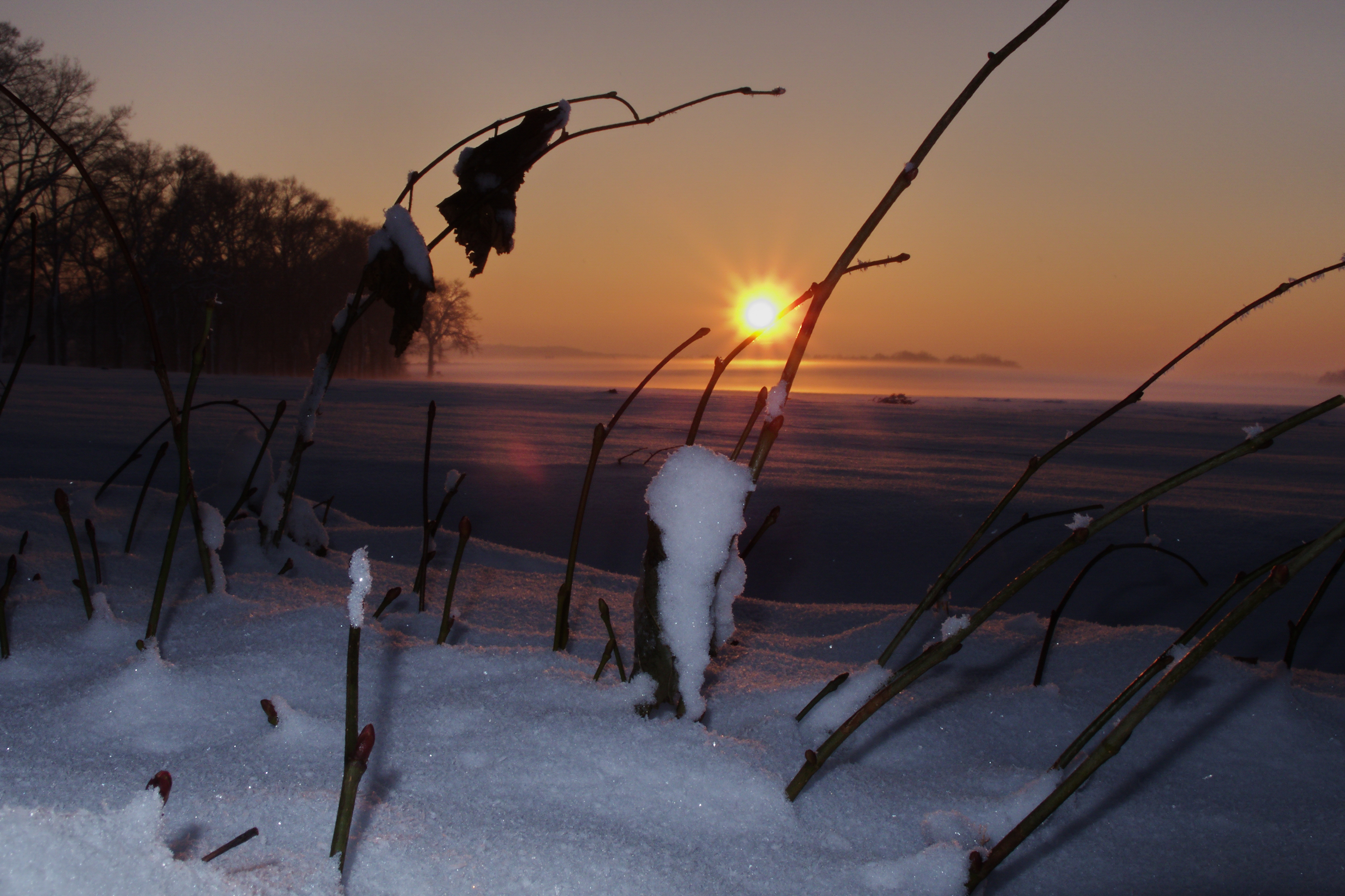
Abenddämmerung auf dem Fürstenberg